# 30 Pułk Piechoty (USA)
30 pułk piechoty (ang. 30th Infantry Regiment) – pułk piechoty armii Stanów Zjednoczonych.

## Historia
30 pułk piechoty został utworzony latem 1813 roku, był zaangażowany w prawie każdą akcję wojskową podejmowaną przez Stany Zjednoczone, z wyjątkiem wojny meksykańskiej. Tymczasowo jako 12 regularny pułk piechoty wyznaczony został przez prezydenta Lincolna do udziału w amerykańskiej wojnie domowej i uczestniczył w bitwach nad Bull Run, nad Antietam, pod Chancellorsville i pod Gettysburgiem. Pod koniec wojny secesyjnej został dezaktywowany. Ponownie zorganizowany pomiędzy 12 lutego a 19 sierpnia 1901 w Fort Logan w Kolorado i w Presidio of San Francisco w Kalifornii, aktywowany i przerzucony na Filipiny do udziału w powstaniu filipińskim. Niestety zanim pułk dotarł na Filipiny wojna dobiegła końca. Zamiast powrotu do Stanów Zjednoczonych jednostka została zmuszona do budowy dróg serwisowych w południowej części Mindanao. Pułk pozostał w służbie na Filipinach aż do powrotu do kraju w 1909 roku.
Jako część amerykańskich sił ekspedycyjnych pułk został ponownie zmobilizowany do służby podczas pierwszej wojny światowej i wraz z 38 pułkiem piechoty dołączył do 6 Brygady Piechoty 3 Dywizji. Jednostki wzięły udział w bitwie nad Marną i miały kluczowe znaczenie w zdobyciu przezwiska 3 Dywizji Piechoty „Rock of the Marne”. Po zakończeniu działań wojennych w 1918 roku 30 pułk powrócił do Presidio in San Francisco, gdzie stacjonował do 1941. To tutaj pułk uzyska swój przydomek „Friscans”. W latach międzywojennych jednostka często ćwiczyła z 2 Dywizją Marines i stała się autorytetem w armii USA w zakresie taktyki i procedur desantowych.
Wraz z wybuchem drugiej wojny światowej pułk ponownie przerzucony został do Europy i wziął udział w operacjach Torch, Husky, Avalanche, Shingle oraz Anvil. W południowej Francji w czasie ofensywy w Ardenach wziął udział w operacji Nordwind w Wogezach oraz walkach w kotle kolmarskim. Po zabezpieczeniu zachodniego brzegu Renu pułk został przydzielony do nowo utworzonego XV Korpusu, z którym przekroczył rzekę dostając się do Niemiec i tam pozostał do 1946 biorąc udział w okupacji Niemiec. W latach 1950–1953 pułk wykonywał zastępcze działania za 7. i 15. pułki piechoty. Od 1953 wielokrotnie był dezaktywowany, przekształcany i ponownie aktywowany. W 2003 roku 1 batalion wziął udział w wojnie w Iraku, natomiast 2 batalion został  przyłączony do 10 Dywizji Górskiej i służył w Afganistanie.
20 października 2017 2 Infantry Brigade Combat Team 3 Dywizji Piechoty przekształcona została w 2 Pancerną Brygadową Grupę Bojową. Podczas ceremonii zamaskowano kolory 1 batalionu 30 pułku piechoty, a batalion został ponownie oflagowany jako 2 batalion 69 pułku pancernego, 2 ABCT, 3ID.

## Udział w kampaniach
- wojna secesyjna
  - I bitwa nad Bull Run
  - bitwa nad Antietam
  - bitwa pod Chancellorsville
  - bitwa pod Gettysburgiem
- I wojna światowa
  - bitwa o zamek Thierry
  - III bitwa pod Aisne
  - II bitwa nad Marną
  - bitwa o Saint-Mihiel
  - ofensywa w Meuse-Argonne
  - IV bitwa w Szampanii 15 lipca 1918 (część II bitwy nad Marną)
- II wojna światowa
  - operacja Torch
  - walki w Tunezji
  - operacja Husky
  - operacja Shingle
  - okupacja Nadrenii
  - ofensywa w Ardenach
  - Europa Środkowa
- wojna z terroryzmem
  - Irak[4]

## Dekoracje
- Presidential Unit Citation (Army) – haftowana wstęga SICILY
- Presidential Unit Citation  (Army) – haftowana wstęga MOUNT ROTUNDO
- Presidential Unit Citation  (Army) – haftowana wstęga BESANCON, FRANCE
- Presidential Unit Citation  (Army) – haftowana wstęga COLMAR
- Presidential Unit Citation  (Army) – haftowana wstęga IRAQ 2003
- Army Superior Unit Award  – haftowana wstęga 1996
- francuski Krzyż Wojenny z palmą (I wojna światowa) – haftowana wstęga CHAMPAGNE-MARNE
- francuski Krzyż Wojenny z palmą (II wojna światowa) – haftowana wstęga COLMAR
- francuski Krzyż Wojenny z palmą (II wojna światowa) – Fourragere[4]

## Struktura organizacyjna
Skład 2020
- 2 batalion „Wild Boars”[5] w składzie  4 ABCT 10 MD[6]
  - dowództwo i kompania dowodzenia (HHC)
  - kompania A
  - kompania B
  - kompania C
  - kompania D
  - kompania F dołączona z 94 BSB